# Mychajlo Simanzew
Mychajlo Simanzew (ukrainisch Михайло Сіманцев, beim Weltschachbund FIDE Mikhail Simantsev; * 1. November 1978 in Charkiw) ist ein ukrainischer Schachspieler, der den Titel Großmeister trägt.

## Karriere
Simanzew erlangte im Jahr 1999 den Titel Internationaler Meister (IM), im November 2008 folgte der Titel Großmeister (GM). Simanzew nahm im Jahr 2011 am stark besetzten Dubai Open teil und belegte den 34. Rang im 135-köpfigen Starterfeld. Im Jahr 2017 nahm Simanzew am Emanuel-Lasker-Memorial Turnier teil und belegte den fünften Rang. Simanzew nahm auch an mehreren Turnieren in Deutschland teil, beispielsweise belegte er beim Nord-West-Cup 2017 den zweiten Rang und beim Großmeister Turnier in Lüneburg 2017 den ersten Platz. In der polnischen Ekstraliga spielte Simanzew 2019 für Baszta MOS Żnin.
Seine bislang höchste Elo-Zahl erreichte Simanzew im März 2011 mit 2569 Punkten.